# Töölön tulli
La douane de Töölö (finnois : Töölön tulli) est une place dans le quartier Meilahti d'Helsinki en Finlande.

## Présentation
À hauteur de Töölön tulli, Mannerheimintie se sépare de la rue Tukholmankatu.
Les autres rues longeant la place sont Topeliuksenkatu, Lääkärinkatu qui mène à l'hôpital de Laakso et Töölöntullinkatu.
La place est a proximité du Campus de Meilahti.
Avant que Meilahti ne soit rattachée à Helsinki en 1906, la frontière entre la ville et la commune rurale d'Helsinki passait a cet endroit,,.

## Étymologie
La place a reçu son nom en 1938.
Le nom évoque la douane d'Espoo qui se trouvait au debut du XXe siècle le long de l'actuelle Mannerheimintie.

## Accès
Töölön tulli est aussi le nom des arrêts de tramway et de bus situés autour de la place.
Les lignes de Tramway 3 4 et 10 s'arrêtent à Töölön tulli ainsi que les bus de la Runkolinja 200.